# Red Flag (esercitazione)
Per Red Flag si intende una simulazione di combattimento effettuata una volta all'anno nello stato del Nevada, presso la Nellis Air Force Base. Normalmente partecipano le forze aeree facenti parte della NATO, ma dal 1991 sono presenti anche velivoli di aeronautiche di altre nazioni esterne.

## Storia

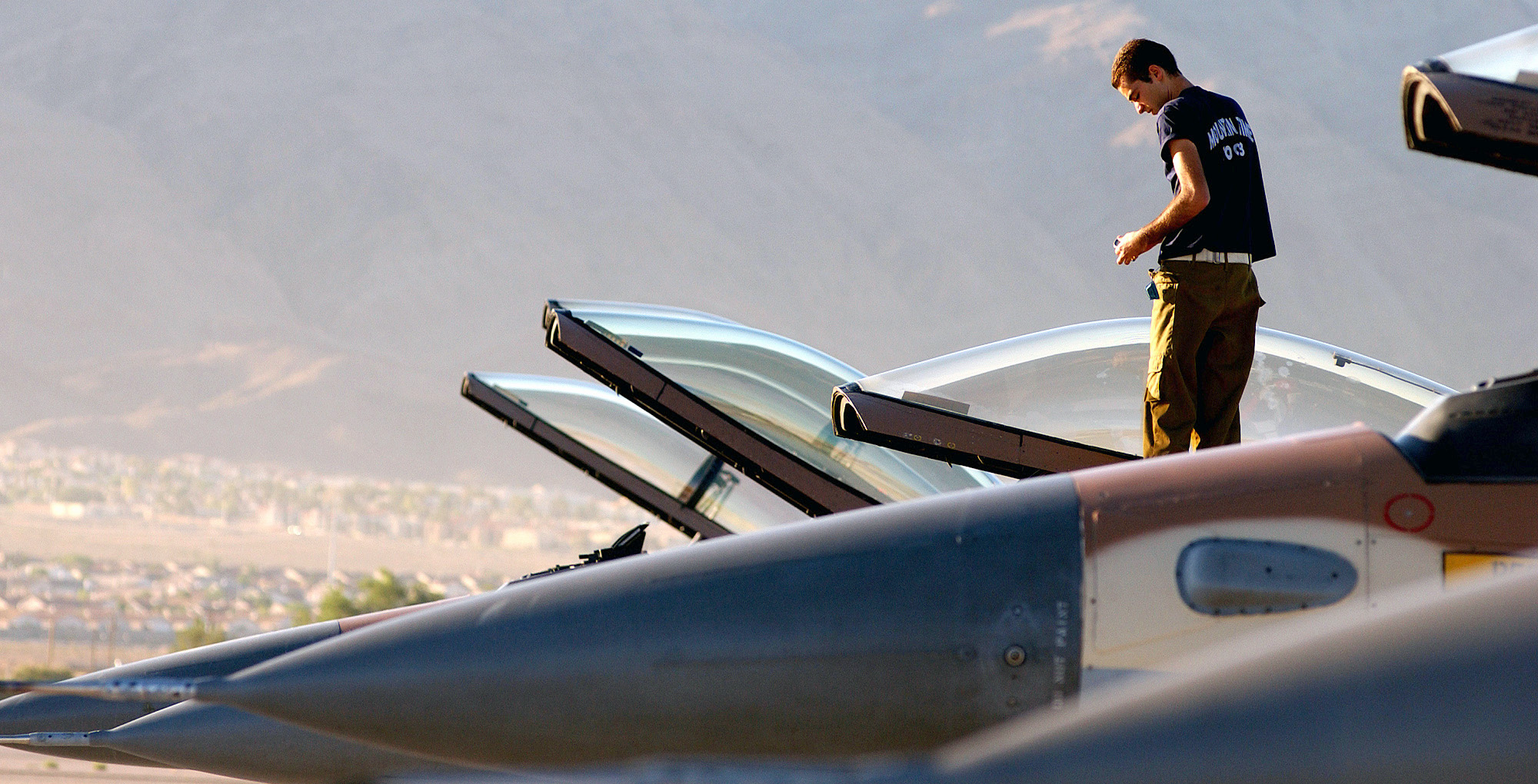
F 16 israeliani presso la Nellis Air Force Base

La prima edizione della Red Flag si svolse nel 1975 alla fine della guerra del Vietnam, dove la US-Air Force aveva subito numerose perdite a causa della scarsa esperienza in combattimento dei propri piloti. A quell'epoca infatti si era notato che il maggior numero di perdite avveniva durante le prime dieci missioni e non di rado queste erano causate da grossolani errori dei piloti, che manifestavano spesso difficoltà nell'operare in squadriglie. Infatti contrariamente alla Guerra di Corea, dove il maggior numero dei piloti erano veterani della seconda guerra mondiale, in Vietnam quasi tutto il personale della Air Force, prima di allora, non era mai stato impiegato in combattimento per cui non vantava sufficiente esperienza. A tutto ciò si aggiunse anche il fatto che i piloti all'epoca venivano addestrati a combattere velivoli nemici a grande distanze, senza mai portarsi a una distanza sufficiente che gli avrebbe consentito un contatto visivo con il nemico. Pertanto i velivoli McDonnell Douglas F-4 Phantom II non risultavano particolarmente agili e non disponevano di una mitragliatrice, mentre i più leggeri MiG-21 potevano vantare, sia accelerazioni maggiori, che armamenti più idonei al combattimento ravvicinato. Fu subito chiaro inoltre, che le strategie che fino ad allora avevano caratterizzato il combattimento della US-Air Force non potevano essere utilizzate in Vietnam, dove invece era necessario identificare i velivoli nemici portandosi sufficientemente vicini da permetterne il contatto visivo.
Tutti questi fattori sfavorevoli fecero sì che il rapporto tra velivoli abbattuti e velivoli persi in missione a favore dell'aeronautica statunitense scendesse da 20:1 durante le Guerre in Corea a 2:1 durante l'operazione Linebacker II del 1972 nei cieli del Nord Vietnam. Tutto ciò spinse il Strategic Air Command a promuovere esercitazioni nelle quali si simulassero combattimenti aerei a corto raggio e a decidere di svolgere la prima edizione della Red Flag in Nevada, dove un ampio spazio aereo lontano da zone abitate poteva essere chiuso al traffico aereo civile, garantendo così i margini di sicurezza necessari che un'esercitazione di queste dimensioni richiede.

## Nome

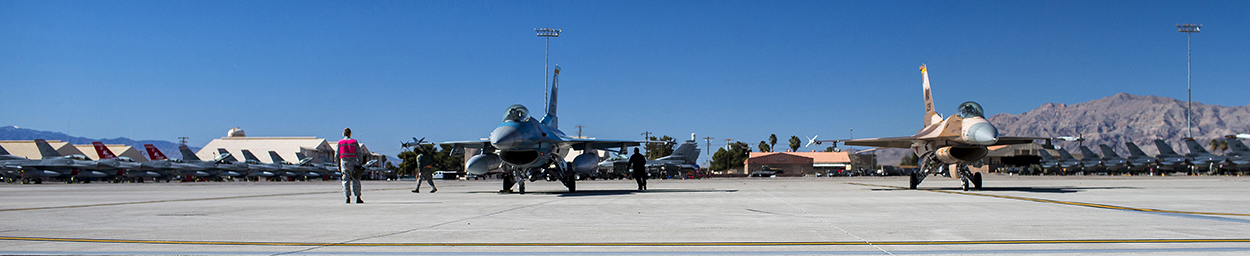
Un F-16 olandese ed uno statunitense alla Red Flag 2017

Il nome che fu dato a questa esercitazione deriva da alcuni aspetti collegati ad un'esercitazione aerea di questo tipo. Pertanto esistono varie versioni su come sia stato coniato il termine Red Flag. Tra le spiegazioni più comuni vale la pena citarne due. Secondo alcuni il nome deriverebbe dal fatto che durante le esercitazioni le forze aeree vengono suddivise in due gruppi che si distinguono per il colore loro assegnato. Le Blue forces sono le forze alle quali spetta il compito di difendere lo spazio aereo, mentre le red forces sono gli aggressori. Dal momento che questo tipo di esercitazione fu ideato durante la Guerra Fredda, con le Red Forces si intendeva rappresentare, seppur in modo indiretto, le forze del patto di Varsavia. Si sarebbe quindi associato il colore rosso delle forze nemiche e quindi anche con tutta l'esercitazione. La seconda versione il nome deriverebbe dal fatto che in passato si segnalava ai piloti il momento di decollo dal ponte di volo di una portaerei abbassando bruscamente una bandierina di colore rosso, tenuta alzata da un flight director, per segnalare al pilota che il ponte di volo non era stato ancora sgomberato. Visto che per la maggior parte di tutti piloti che partecipano a questa esercitazione, questa è la prima missione che svolgono in condizioni simili a quelle di un conflitto, la bandierina rossa rappresenta il via alla loro carriera di piloti militari veterani, esattamente come avveniva con i piloti di marina, che all'abbassare del fazzoletto rosso sapevano di dover decollare.

## Paesi che hanno partecipato almeno una volta a Red Flag
- Stati Uniti
- Regno Unito
- Brasile
- Danimarca
- Norvegia
- India
- Corea del Sud
- Israele
- Italia
- Egitto
- Grecia
- Germania
- Giappone
- Canada
- Australia
- Nuova Zelanda
- Singapore
- Svezia
- Turchia
- Arabia Saudita
- Venezuela (1992 & 1996)
- Francia
- Spagna
- Paesi Bassi
- Portogallo (Marzo 2000)
- Colombia (luglio 2012)